# Dias Alface
Dias Alface (ur. ?) – mozambicki lekkoatleta, długodystansowiec, uczestnik Letnich Igrzysk Olimpijskich 1980.
Podczas igrzysk w Moskwie wziął udział w eliminacjach biegu na 10 000 metrów. Startował w trzecim biegu eliminacyjnym; Alface nie ukończył jednak biegu i nie awansował do dalszej fazy rozgrywek.